# Kohlbuck
Der 337,8 m hohe Kohlbuck – der Name ist als 'kahler Hügel' zu deuten – im Osten von Erlenstegen gehört zu den aufgelassenen Steinbrüchen, in denen Burgsandstein gebrochen wurde. Kohlbuck ist außerdem der Name des statistischen Distrikts 912 in der Östlichen Außenstadt Nürnbergs und der nordöstliche Teil von Erlenstegen.

## Geographie
Der statistische Distrikt Kohlbuck liegt etwa 5 km nordöstlich des Zentrums von Nürnberg. Das Gebiet wird von Nord nach Süd vom Tiefgraben, einem Zufluss der Pegnitz, durchzogen. Westlich davon befindet sich ein komplett bebautes Wohnviertel um die Hebel-, Kneipp-, Mörike-, Novalis-, Schlegel-, Tieck- und Wackenroderstraße. Östlich, parallel zum Bach verläuft die Günthersbühlerstraße, ebenfalls mit geschlossener Bebauung, bis hinauf zum bereits im Bezirk Schafhof liegenden Schießhaus Nürnberg. Der Osten des Distrikts ist geprägt durch die, lediglich durch den Waldsportplatz und den aufgelassenen Steinbrüchen unterbrochenen, Wälder rund um den namensgebenden Kohlbuck.
Im Südwesten wird der Distrikt durch die Eichendorffstraße vom Nachbardistrikt Platnersberg begrenzt. Nördlich daran anschließend markiert die Stadenstraße den Übergang zum Ortsteil Spitalhof und dann der nordöstliche Ast der ehemaligen Ringbahn die Grenze zu Schafhof. Der gesamte nordöstliche Teil des Gebietes grenzt direkt an den Erlenstegener Forst, ein gemeindefreies Gebiet im mittelfränkischen Landkreis Erlangen-Höchstadt der Teil des Sebalder Reichswaldes ist. Im Süden bilden sowohl die B14 (Erlenstegenstraße) als auch die Bahnstrecke Nürnberg–Cheb die Grenze zum im Pegnitztal liegenden Nachbardistrikt 913 Wasserwerk.

## Tiefgraben

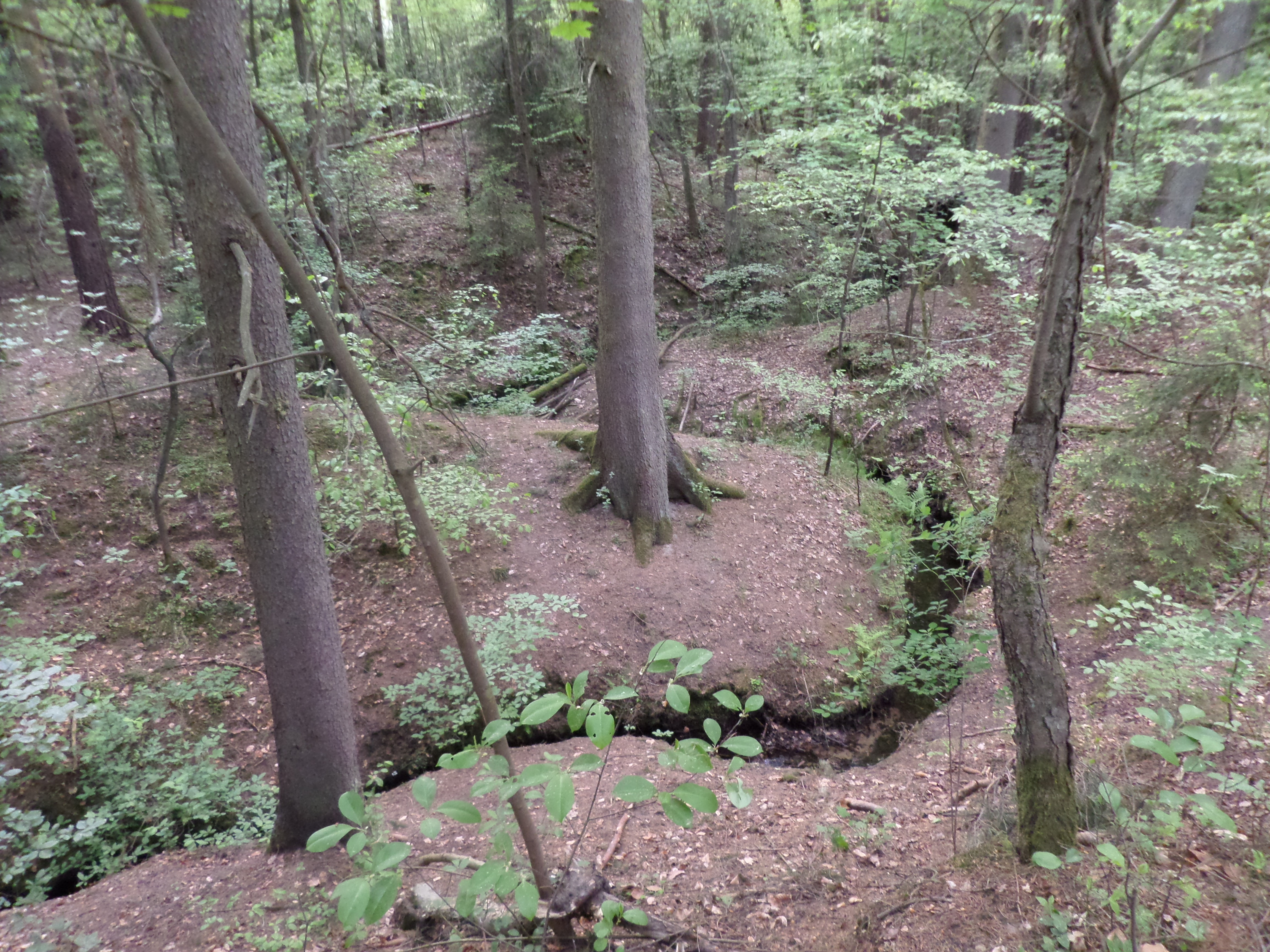
Der Tiefgraben im Burgsandstein

Der ca. zwei Kilometer lange Bach Tiefgraben entspringt im Sebalder Reichswald am Haidberg, passiert das Tierheim, fließt bei der Ringbahn durch eine Unterführung, vorbei am Naturgartenbad, das er auch speist, tritt ab dort nur noch selten Zutage, meist in einem kanalisierten Bett, vorbei am Herrensitz Scheurl’sches Schloss, unterquert Bundesstraße und Bahndamm und mündet dann in einem Wasserschutzgebiet in die Pegnitz.
Der Tiefgraben wurde in den letzten Jahren in weitem Verlauf naturnah umgestaltet.

## Landschaftsschutzgebiet Tiefgraben-Kohlbuck
Der größte Teil der nicht bebauten Fläche des Distrikts Kohlbuck ist als Landschaftsschutzgebiet ausgewiesen. Die Stadt Nürnberg bezeichnet das Gebiet in der entsprechenden Verordnung wie folgt: Nr. 7 Tiefgraben-Kohlbuck (ca. 120 ha) Landschaftsraum zwischen der Erlenstegenstraße im Süden und der Stadtgrenze im Norden und Osten. Der offizielle Name lautet Tiefgraben und Kohlbuck (LSG-00536.15).

## Naturgartenbad
In Kohlbuck befindet sich das Freibad Naturgartenbad. Der Tiefgraben speist mit seinem Wasser die Schwimmbecken. Die bewaldeten Talhänge werden als schattige Liegeflächen genutzt.

## Waldsportplatz
Auf der Hochfläche des Kohlbucks befindet sich die Sportanlage des Turn- und Sportvereins 1846, bestehend aus Fußball- und Tennisplätzen.

## Ringbahn

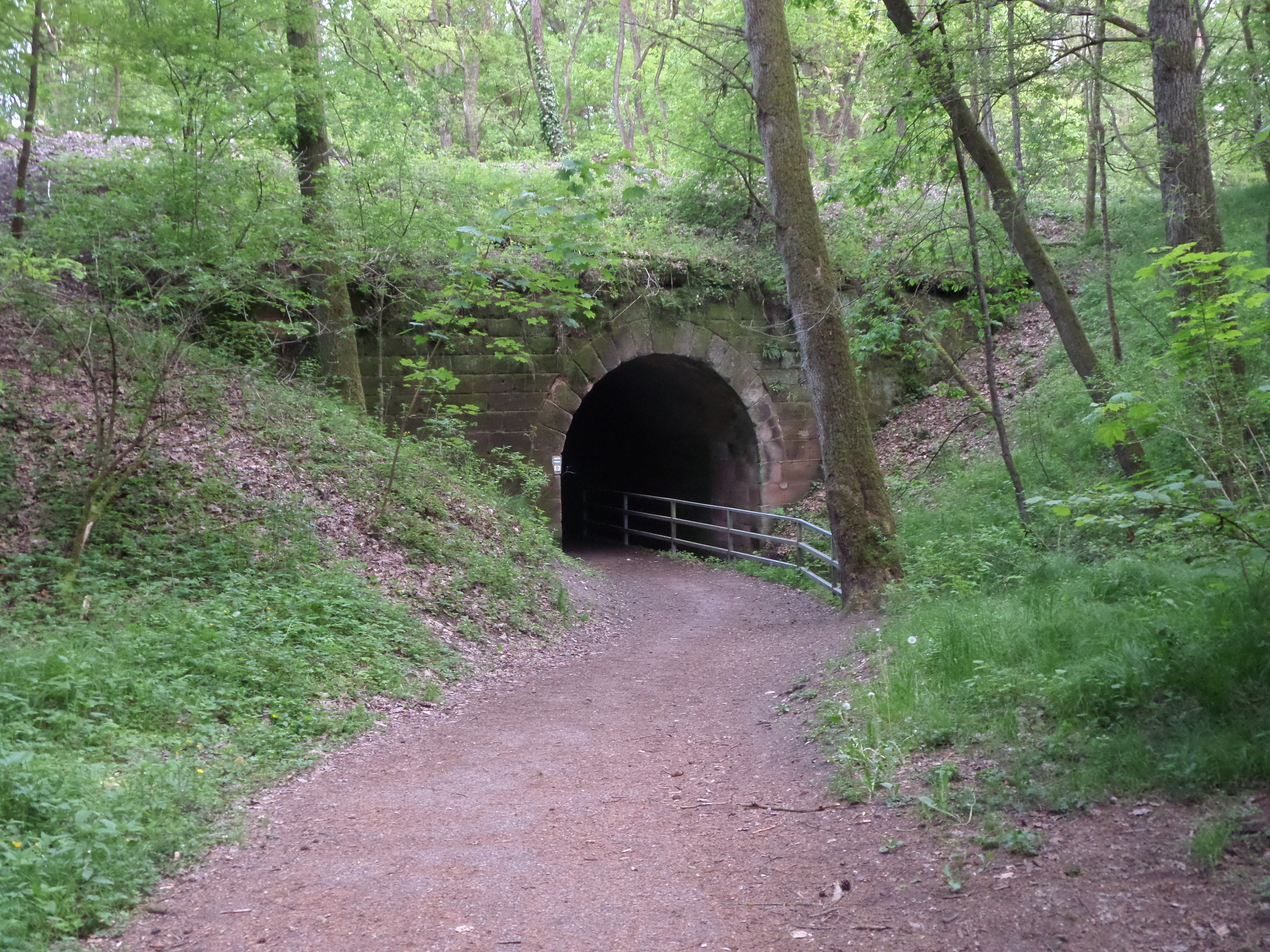
Die Brücke der ehemaligen Ringbahn über den Tiefgraben

Die Verbindung durch den Sebalder Reichswald von Nürnberg Nordost zum Abzweig Eichelberg der Bahnstrecke Nürnberg–Eger (Cheb) wurde im Jahr 1980 stillgelegt und später abgebaut. Dieser Teil der Ringbahn ist an den noch bestehenden Brückenbauwerken noch gut zu erkennen, ein großer Teil des durch das heute ausgewiesene Landschaftsschutzgebiet verlaufenden Teils der ehemaligen Trasse ist aber inzwischen stark zugewachsen.